# Emil Kaminsky
Emil Kaminsky (9 de outubro de 1917 - 5 de julho de 1944) foi um oficial alemão que serviu no Deutsches Heer durante a Segunda Guerra Mundial. Foi condecorado com a Cruz de Cavaleiro da Cruz de Ferro com Folhas de Carvalho.

## Condecorações
| Cruz de Ferro (1939) 2ª Classe                                   | 23 de junho de 1940   |
| Cruz de Ferro (1939) 1ª Classe                                   | 15 de janeiro de 1942 |
| Cruz de Cavaleiro da Cruz de Ferro                               | 15 de outubro de 1942 |
| Cruz de Cavaleiro da Cruz de Ferro com Folhas de Carvalho nº 497 | 12 de junho de 1944   |

 
|}